# エコール・デュ・ルーヴル
エコール・デュ・ルーブル（École du Louvre、略称: EDL）は、フランスの高等教育機関、グランゼコール、グランテタブリスマン。ルーブル学院とも。ルーブル宮殿内に校舎を置き、美術史の他、考古学、碑文研究、人類学などを専門とする。現在、学士・修士・博士課程を設置している。